# Bretonvillers
Bretonvillers település Franciaországban, Doubs megyében. Lakosainak száma 285 fő (2022. január 1.). Bretonvillers Chamesey, Pierrefontaine-les-Varans, Plaimbois-du-Miroir, Plaimbois-Vennes és Rosureux községekkel határos.

## Népesség
A település népességének változása:
| Lakosok száma | 362  | 251  | 236  | 228  | 264  | 275  | 276  | 278  | 284  | 285  |
|               | 1968 | 1982 | 1990 | 2006 | 2013 | 2015 | 2017 | 2019 | 2020 | 2022 |